# Esther Kooiman
Esther Kooiman ('s-Gravendeel, 8 november 1968), pseudoniem Zara Whites, is een Nederlandse pornoactrice en activiste.

## Biografie
Kooiman groeide op in 's-Gravendeel en later Oud-Beijerland. Ze ging naar de middelbare school in Dordrecht waar ze de mavo niet afmaakte.
Ze stond op de covers van Penthouse, Playboy en Hustler. Ook figureerde ze als naaktmodel in de televisieshow De PinUp Club en het Italiaanse Colpo Grosso. Kooiman werkte ook een tijd in de prostitutie. Onder het pseudoniem Zara Whites begon ze met het maken van pornofilms. Tussen 1990 en 1992 was zij actief in 22 pornofilms in Europa en de Verenigde Staten. In 2012 stond ze centraal in een aflevering van het TROS programma Het mooiste meisje van de klas.
Whites is vegetariër en actief in het dierenrechtenactivisme. In 2006 heeft ze voor de PETA tijdens een demonstratie naakt door de straten van Rotterdam gelopen. Ook heeft ze een autobiografie uitgebracht, getiteld: Je suis Zara Whites mais je me soigne. Onder de naam Esther Spincer is ze actief in de politieke beweging Alliance écologiste indépendante. Ze was gehuwd, woont iets ten zuiden van Parijs en heeft twee kinderen.

## Films (selectie)
- Ultimate Workout (1990)
- Catalina Five-0: Undercover (1990)
- Catalina Five-0: Tiger Shark (1990)
- Catalina Five-0: Sabotage (1990)
- As Dirty as She Wants to Be (1990)
- Curse of the Cat Woman (1991)
- Zara's Revenge (1991)
- Titillation 3 (1991)
- Model Wife (1991)
- Mark of Zara (1991)
- Buttman's European Vacation (1991)
- Amy Kooiman (1991)
- Joy à Hong Kong (1992) - tv-film
- Joy à San Francisco (1992) - tv-film
- Joy à Moscou (1992) - tv-film
- Joy en Afrique (1992) - tv-film
- Desire (1993)
- Joy et Joan chez les pharaons (1993)
- Lady Vices (1993)
- L'intesa (1995)
- La Dresseuse (1999)
- Portrait Regards de Zarah Whites (1999) - tv-film
- Les Actrices (2000)

## Televisie
- Colpo grosso (1987)
- Joy in Love (1992)
- Then and Now #9 (1995)
- Het mooiste meisje van de klas (2012)